# Anna Prakaten
Anna Vitaljevna Prakaten (ryska: Анна Витальевна Пракатень), tidigare Anna Sytjeva, född 6 september 1992 i Minsk, Belarus, är en rysk-belarusisk roddare. Hon tävlar sedan 2023 för Uzbekistan.

## Karriär
Prakaten är född i Minsk och började med rodd 2005. 2010 slutade hon på sjätte plats i scullerfyra i B-finalen vid U23-VM i Brest. Samma år, som en del av Belarus landslag, tog Prakaten brons i scullerfyra vid junior-VM i Račice. Vid U23-VM slutade hon därefter på 6:e plats 2011, 5:e plats 2012 och 2014 samt 7:e plats 2013. I EM slutade Prakaten på 7:e plats 2014, 6:e plats 2015 och 8:e plats 2016. Hon tävlade internationellt för Belarus fram till 2016.
2017 flyttade Prakaten till Sankt Petersburg i Ryssland för studier och Andrej Kostygov blev hennes nya tränare. År 2019 vann hon det det ryska inomhusmästerskapet i rodd. Sedan 2019 har Prakaten varit en del av Rysslands landslag och i november 2019 vann hon VM i kustrodd i Hongkong.
År 2020 tog hon silver vid det ryska roddmästerskapet i Kazan. I april 2021 tog Prakaten guld i singelsculler vid EM i Varese och kvalificerade sig samma månad för olympiska sommarspelen i Tokyo 2021. Följande månad vann hon guld vid världscupen i Luzern. Vid OS i Tokyo hade Prakatsen den bästa tiden i sitt försöksheat (7.48,74), sin kvartsfinal (7.49,64) och sin semifinal (7.23,61) i singelsculler. I finalen blev hon besegrad av Emma Twigg från Nya Zeeland och tog en silvermedalj.